# Młynki Wronowskie
Młynki Wronowskie – część wsi Poniatowa w Polsce położona w województwie lubelskim, w powiecie opolskim, w gminie Poniatowa.
Mlynki Wronowskie położone w południowo-wschodniej części wsi, przy drodze wojewódzkiej 833.
W latach 1975–1998 miejscowość administracyjnie należała do ówczesnego województwa lubelskiego.

## Historia
W połowie XVII wieku z osady młyńskiej w parafii Chodel wyrosła wieś nazwana Młynki. Po raz pierwszy notowano ją w roku 1676, a następnie w 1738 r. najprawdopodobniej w odróżnieniu od Młynków w parafii Końskowola nazywano je Młynki Poniatowskie (Akta wizytacyjne Diecezji Lubelskiej 101 182). Taką nazwę nosiły także w 1748 r. Na mapie z 1786 r. oznaczone są tylko Młynki. W drugiej połowie XIX w. miejscowość nosi nazwę Młynki Wronowskie, gdyż należały do gminy Wronów. Według spisu z 1921 roku odnotowano osadę Młynki Wronowskie w gminie Godów. Po II wojnie światowej opisano je jako kolonię, zaś w 1978 r. zaliczono je jako część wsi Poniatowa.